# Солнечное затмение 1 мая 1185 года
Солнечное затмение 1 (8) мая 1185 года — полное солнечное затмение, которое наблюдалось на территориях Центральной Америки, Северной Европы, Руси, Волжской Булгарии и Половецкой степи.

## Общая информация о затмении
Полоса полной фазы началась на западном побережье Центральной Америки. Далее тень двигалась в северо-восточном направлении, пройдя через озеро Никарагуа, Карибское море и по острову Гаити, пересекла Атлантический океан. Максимальную длительность затмение имело в центре северной Атлантики в точке с координатами 46°00′ с. ш., 37°12′ з. д. и составило 5 минут 9 секунд, что является большим значением. Лунная тень снова вступила на сушу в горной Шотландии, пересекла Северное море, вступила на юго-западное побережье Норвегии. Пройдя по пределам Швеции, тень задела Сумь и Емь, покрыла Эстов и Финский залив, и далее вступила в Новгородские пределы. Лунная тень своим северным краем задела дельту Невы, покрыла Новгород и Ростов. Продолжив свой путь в юго-восточном направлении, тень прошла по пределам Владимирского княжества и Волжской Булгарии. Далее тень ушла в Половецкую степь, где, не дойдя до реки Ишим буквально 50 км, покинула Землю.
| Населённый пункт                  | Время UTC | Η     | Длительность |
| --------------------------------- | --------- | ----- | ------------ |
| Инвернесс, Шотландия              | 14:08:34  | 44,2° | 4 м          |
| Осло, Норвегия                    | 14:21:06  | 35,5° | 4 м 3 с      |
| Новгород, Новгородская республика | 14:34:39  | 24,4° | 3 м 33 с     |
| Углич, Владимирское княжество     | 14:38:15  | 20,2° | 3 м 8 с      |
| Ярославль, Владимирское княжество | 14:38:34  | 19,3° | 3 м 30 с     |
| Казань, Волжская Булгария         | 14:42:14  | 13,6° | 3 м 6 с      |

## Упоминания в литературных и исторических источниках
Затмение упоминается в «Слове о полку Игореве» и было расценено князем Игорем как предвестник беды. Сам князь и его дружина находились значительно южнее полосы полного затмения и могли наблюдать только частное затмение. Максимальная фаза затмения, которую могли наблюдать герои «Слова о полку Игореве», составляла 0,8. Данное затмение отмечено в Лаврентьевской летописи и аналогичным образом во многих других летописях, в частности, в Новгородской первой летописи как полное (происшедшее вечером 1 мая 6693 (ультрамартовского 1185) года). Вероятное происхождение свидетельства — Новгород, где затмение было полным. Другое описание содержится в Ипатьевской летописи, где затмение связано с походом князя Игоря Святославича, наблюдавшего его около реки Северский Донец, где оно должно было быть и действительно описано частным: сл҃нце стоꙗще ꙗко мцⷭ҇ь.
Некоторые исследователи в описании этого затмения в ряде летописей (и въ сл҃нци ᲂучинисѧ ꙗко мцⷭ҇ь . иꙁ рогъ ѥго ꙗко ꙋгль жаровъ исхожаше — Лаврентьевская летопись) видят редкое упоминание наблюдения протуберанцев.
В хронике Мелроза утверждается, что во время затмения 1185 года над Мелрозом «показались звёзды», но писатель Томас Купер ставит это под сомнение, указывая, что по научным расчётам затмение в Мелрозе не было полным.
В валлийской «Хронике принцев» говорится о солнечном затмении 1 мая 1185 года: Yn y ulwyddyn honno dyw Calan Mei y sumudawd yr heul y lliw; ac y dywat rei uot anei diffyc, что переводится как: «В тот же год, в майские календы солнце изменило свой цвет; и некоторые говорили, что это было затмение». Брит Джонс считает, что полное солнечное затмение произошло в Шотландском нагорье, на Внешних Гебридских и Оркнейских островах.